# Piroteri
|  | Per a altres significats, vegeu «Piroteris». |

El piroteri (Pyrotherium, gr. 'bèstia de foc') és un gènere de mamífers placentaris del subordre Pyrotheria del superordre extint dels meridiungulats, de l'Eocè de Sud-amèrica de l'ordre dels piroteris. Van evolucionar en paral·lel als elefants d'Àfrica des del període Oligocè; tots dos grups arribaren a semblar-se molt, malgrat no estar relacionats, en un notable cas d'evolució convergent.
Una de les espècies, P. romeroi, vivia en allò que és actualment l'Argentina al començament de l'Oligocè. Se suposa que desenvolupà una petita probòscide, però no està relacionat amb els actuals elefants; tan gran és la semblança que en estudiar les restes fòssils, al piroteri se li va atribuir en el passat un parentiu amb els elefants.
El seu nínxol ecològic era similar al dels proboscidis primitius, com l'africà Moeritherium i, com ells, les seves potes eren molt més curtes que les dels proboscidis del Plistocè, assemblant-se als actuals hipopòtams i tapirs.